# Adge Baker
Pour les articles homonymes, voir Baker.
Adge Baker, née à Cirencester et morte en 1980, est une peintre britannique.

## Biographie
Compagne de Betty Parsons de 1926 à 1932, elle expose au Salon de la Société des beaux-arts (1921), au Salon d'automne (1926) et en 1927 et 1929 au Salon des Indépendants.

## Œuvres
- Saint Vallary (1927)
- Le bain (1929)
- L'atelier (1929)